# اوبروامباخ
اوبروامباخ (به آلمانی: Oberwambach) یک شهر در آلمان است که در راینلاند-فالتس واقع شده‌است.

## خصوصیات
اوبروامباخ ۴۲۳ نفر جمعیت دارد.